# El Kef (stad)
El Kef (Frans: Le Kef) is een stad in het noordwesten van Tunesië gelegen op ongeveer 175 kilometer ten westen van de hoofdstad Tunis en 40 kilometer van de grens met Algerije. De stad telde in 2004 45.191 inwoners. Ten tijde van het Romeinse Rijk was de naam van de stad Sicca Veneria.

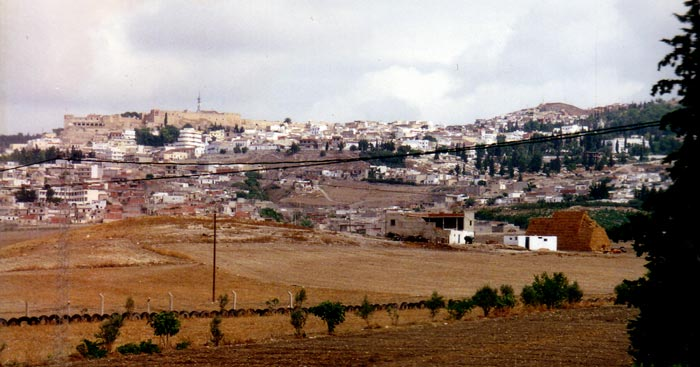
Panorama